# Битка при Екном
Битката при Екном е морско сражение между Рим и Картаген, състояло се през 256 г. пр.н.е., по време на Първата пуническа война.

## Ход на военните действия
На път за картагенските владения в Северна Африка римската флота (330 кораба, предвождани от консулите Марк Атилий Регул и Луций Манлий Вулзон) е пресрещната от картагенската (350 кораба начело с Хамилкар и Ханон) при нос Екном, край южните брегове на Сицилия. В последвалия сблъсък квинкверемите, плаващи в центъра на картагенския боен ред, увличат в преследване двамата консули с главните римски сили в открито море. В това време една картагенска ескадра се промъква покрай брега и напада римските транспортни кораби, а друга ескадра атакува в тил римския резерв. В тези два участъка картагенските кораби са по-многобройни, но не успяват да се възползват от това, тъй като римляните разполагат с повече пехота и имат надмощие в абордажните схватки.
Развръзката настъпва, когато Регул и Вулзон прогонват своя противник, а след това се връщат да помогнат на притиснатия си ариергард. Картагенската флота отстъпва на части, а десетки квинквереми са блокирани между римляните и сицилианския бряг.

## Последици
Битката при Екном е едно от най-големите сражения през Античността. От двете воюващи страни в нея вземат участие общо около 290 000 души (в т. ч. войници, но главно моряци и гребци). Римляните губят 24 свои кораба, но потопяват 30 и пленяват 64 картагенски. Разбитата картагенската флота се оттегля в Туниския залив и позволява на римляните да слязат без повече препятствия на африканския бряг. Военните действия в Картагенска Африка завършват година по-късно (през 255 г. пр.н.е.) с разгром на римските нашественици.